# Punilo
Punilo je tvar koja se dodaje bojama i lakovima (nalič), kitovima i masama, sintetskim žbukama, umjetnomu mramoru, asfaltu, papiru, gumi, polimernim materijalima, zubnim ispunama, kozmetičkim i drugim proizvodima, a određuje njihova reološka svojstva, mehaničku čvrstoću, tvrdoću, sjaj, propusnost vode i prozirnost, povećavaju masu i snizuju cijenu. Pretežito je to usitnjena, bezbojna mineralna tvar (kalcit, kreda, dolomit, talk, kaolin, tinjac, barit, kremen, dijatomejska zemlja) te analogni sintetski proizvod: taložni kalcijev karbonat, barijev sulfat i taložni silicijev dioksid, vrlo sitnih čestica, do koloidnih izmjera. Prema veličini čestica mineralna se punila dijele na gruba (veća od 50 μm), takozvana mikronizirana punila (pretežito 1 do 25 μm) i nanopunila (< 0,01 μm). Od organskih su punila u uporabi sjeckana prirodna i sintetska vlakna i drvena piljevina, a u boje i lakove kao punila se dodaju i vrlo sitne šuplje kuglice od plastike.

## Punila za boje i lakove
Punila su čvrste, najčešće anorganske tvari prirodnog ili sintetskog porijekla i vrlo različitog kemijskog sastava. Za razliku od pigmenata njihov je indeks loma manji od 1,7, a moć pokrivanja im je slabija. Punila nisu samo nadomjestak za skupe pigmente, već se naličima dodaju radi postizavanja nekih željenih optičkih ili mehaničkih svojstava, na primjer sjaj, reološka svojstva, čvrstoća prianjanja i trajnost filma, otpornost na abraziju, vlagu, atmosferske utjecaje i drugo. Najčešće su punila prirodna kao barijev sulfat (barit) i sintetski barijev sulfat (trgovačkog naziva permanentno bjelilo), karbonati kalcija (kalcit, kreda, mramor, dolomit), zatim prirodni silikati kao što su milovka (talk), kaolin, pirofilit, te različiti oksidi silicija.